# Həmidə Cavanşir
Həmidə Cavanşir (aserbaidschanisch Həmidə Cavanşir-Məmmədquluzadə, russisch Гамида Джаваншир; * 7. Januarjul. / 19. Januar 1873greg. in Böyük Kəhrizli bei Şuşa; † 6. Februar 1955 in Baku) war eine aserbaidschanisch-russisch-sowjetische Unternehmerin, Schriftstellerin, Übersetzerin, Philanthropin und Mäzenin.

## Leben
Cavanşirs Vater war der Militäringenieur und Historiker Əhməd-bəy Cavanşir (1823–1903), dessen Urgroßvater Xan Panah-Əli das Khanat Karabach gegründet hatte. Sie erhielt eine häusliche aserbaidschanisch-russische Bildung. Sie bildete sich dann selbst weiter und las viel.
1889 heiratete Cavanşir den Oberstleutnant der Kaiserlich Russischen Armee Ibrahim-bəy Dawatdarow. Sie lebten in Brest-Litowsk und bekamen zwei Kinder. Sie nahm Tanzstunden und studierte Deutsch und Polnisch, nachdem sie bereits Französisch sprach. 1900 zog die Familie nach Kars, wo Dawatdarow Festungskommandeur wurde. Nach dem Tod ihres Mannes 1902 kehrte sie mit den Kindern nach Böyük Kəhrizli zurück und führte das Landgut und den Baumwollhandel ihres Vaters, den sie dann beerbte.
1905 reiste Cavanşir nach Tiflis, um Erzählungen für Kinder und Übersetzungen ihres Vaters vom Verlag Heirat veröffentlichen zu lassen. Hier lernte sie den Schriftsteller Cəlil Məmmədquluzadə (1866–1932) kennen, den sie 1907 heiratete. Während der Hungersnot in Karabach 1907 verteilte sie Lebensmittel und diente als Schlichterin zwischen Armeniern und Aserbaidschanern nach zweijährigen Massakern. In Böyük Kəhrizli gründete sie ein Krankenhaus und eine Weberei. Mit anderen gründete sie die Kaukasische Muslimische Frauenwohltätigkeitsgesellschaft (1906–1917). 1909 eröffnete sie mit Hilfe und Beteiligung ihres Mannes eine Schule für 30 Jungen und 10 Mädchen. 1911 wandte sie viele Mühen auf, dem erkrankten Dichter Mirsə Ələkbər Sabir zur Heilung zu verhelfen, wofür ihr der Dichter ein Gedicht widmete. Üzeyir Hacıbəyov berichtete darüber in der Zeitung Malumat im August 1911. Sie beteiligte sich auch an der Herausgabe der Zeitschrift Molla Nasreddin, die sich den Problemen der Freiheit der Frauen widmete.

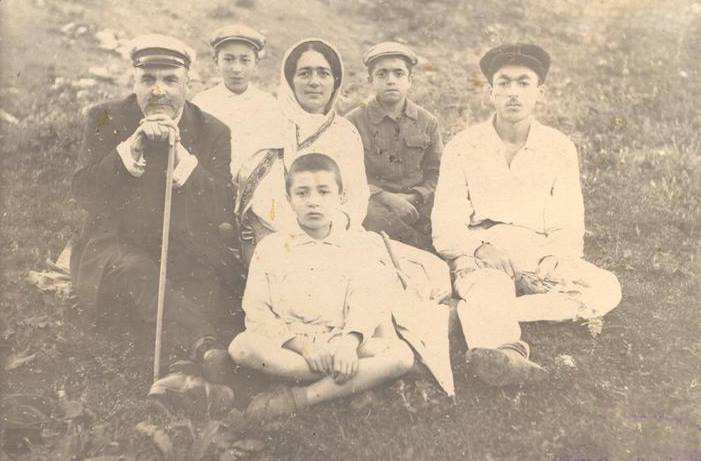
Həmidə mit ihrer Familie und Ehemann Cəlil Məmmədquluzadə

1912 auf dem 13. Kongress der Baumwollpflanzer Transkaukasiens schlug Cavanşir vor, zur Verbesserung dieses Wirtschaftszweiges in Karabach Lagerhäuser für den Verkauf landwirtschaftlicher Geräte und Maschinen aus Tiflis einzurichten.
Nach der Oktoberrevolution lebte Cavanşir zunächst weiter in  Böyük Kəhrizli. Während einer Pockenepidemie kaufte sie Pockenimpfstoff und impfte. Wegen ihrer adligen Herkunft wurde sie enteignet und verlor ihr Wahlrecht. Nach einem Jahr in Täbris ließ sich die Familie 1921 in Baku nieder. Nach dem Tod ihres Mannes Cəlil Məmmədquluzadə widmete sich Cavanşir dem Werben für die Werke ihres Mannes und veröffentlichte sie. Sie verfasste Erinnerungsbücher über Sabir, ihren Mann und ihren Vater. Sie übersetzte Werke aserbaidschanischer Schriftsteller und auch einige Werke ihres Mannes ins Russische. Sie sammelte aserbaidschanische Volksweisen und Erzählungen über historische Personen.
Həmidə Cavanşirs entfernter Vetter war der Politiker Behbud Xan Cavanşir.
Cavanşir wurde in Baku auf dem Ehrenfriedhof Fəxri Xiyaban neben ihrem Mann begraben. In Böyük Kəhrizli wurde 2006 zum hundertjährigen Jubiläum der Zeitschrift Molla Nasreddin das Cavanşir-Museum gegründet.